# Alteveer (Hoogeveen)
Pour les articles homonymes, voir Alteveer.
Alteveer est un hameau situé dans la commune néerlandaise de Hoogeveen, dans la province de Drenthe.